# Římskokatolická farnost Rymice
Římskokatolická farnost Rymice je územní společenství římských katolíků s farním kostelem svatého Bartoloměje v děkanátu Holešov.

## Historie farnosti
První písemná zmínka o obci Rymice pochází z roku 1353. Ve středověku zde vznikla farnost; roku 1625 byla zdejší farní správa přikázána farnosti holešovské. V polovině 80. let 18. století byla v obci zřízena náboženským fondem lokálie a byl vystavěn i současný farní kostel, a to na místě staršího chrámu. Prvním známým knězem pocházejícím z Rymic byl Vincenc Janalík (vysvěcen 1827).

## Duchovní správci
Administrátorem excurrendo je od července 2011 R. D. Mgr. Jerzy Krzysztof Walczak.

## Bohoslužby
| Kostel              | Místo  | Bohoslužba (den)    | Hodina                                                                         | Poznámka     |
| ------------------- | ------ | ------------------- | ------------------------------------------------------------------------------ | ------------ |
| svatého Bartoloměje | Rymice | neděle středa pátek | 8.00 16.30 (zimní čas)/17.30 (letní čas) 16.30 (zimní čas) - 1. pátek v měsíci | farní kostel |

## Aktivity ve farnosti
Ve farnosti se pravidelně koná tříkrálová sbírka. V roce 2017 činil její výtěžek 23 550 korun.